# Annika Granström
Annika Granström (* 24. März 1971 in Hallstahammar) ist eine ehemalige schwedische Volleyball- und Beachvolleyballspielerin.

## Karriere Hallenvolleyball
Granström spielte in ihrer Jugend beim heimischen Kolbäcks VK. Mit Sollentuna VK wurde die Außenangreiferin 1995 schwedische Meisterin. Nach einer Saison bei ihrem Heimatverein in Kolbäck spielte Granström mehrere Jahre bei KFUM Örebro und gewann hier fünfmal in Folge die schwedische Meisterschaft. Mit Örebro spielte sie außerdem 1999 in der Qualifikationsrunde der europäischen Champions League und erreichte 2001 das Viertelfinale im europäischen Top Teams Cup.
Granström spielte auch 78 mal in der schwedischen Nationalmannschaft.

## Karriere Beachvolleyball
1998 spielte Granström mit Jessica Enberg auch Beachvolleyball auf der FIVB World Tour, allerdings ohne vordere Platzierungen zu erreichen. 2002 und 2003 spielte sie an der Seite von Angelica Ljungqvist und wurde zweimal schwedische Meisterin. Bestes Ergebnis auf der World Tour war ein neunter Platz 2002 bei den Stavanger Open. Die beiden Schwedinnen nahmen auch an der Europameisterschaft 2002 in Basel und an der Weltmeisterschaft 2003 in Rio de Janeiro teil.